# Meziměstská autobusová doprava v Praze
Meziměstská a dálková autobusová doprava má v Praze významný dopravní uzel. Linky do blízkého okolí Prahy byly v posledních letech většinou nahrazeny linkami Pražské integrované dopravy (značené trojcifernými čísly začínající číslicí 3), z některých oblastí zajíždějí do Prahy i linky Středočeské integrované dopravy (značené jedním písmenem označujícím okres a dvěma číslicemi). 

## Autobusové nádraží, stanoviště a zastávky
Hlavním východiskem meziměstské a dálkové autobusové dopravy je ústřední autobusové nádraží Florenc. Stále více meziměstských i mezinárodních linek však z důvodu cen za užívání autobusového nádraží i z důvodu zahlcenosti komunikací v centru Prahy začíná a končí v autobusových terminálech u stanic metra blíže okraji Prahy. Neintegrovaná příměstská a dálková doprava tak (většinou společně s městskou a příměstskou integrovanou dopravou) využívá zejména terminály Na Knížecí (Smíchov), Zličín, Hradčanská, Dejvická, Holešovice, Černý Most, Želivského (Vinohrady) a Roztyly. Do budoucna se plánuje vybudování nových terminálů Dlouhá Míle v Ruzyni, Písnice, Opatov a Smíchovské nádraží (náhradou za stanoviště Na Knížecí).
V době státních podniků ČSAD byly jejich zastávky na území Prahy označeny velmi neúplně. Od poloviny devadesátých let jsou pro tyto linky určeny až na několik výjimek pouze zastávky s označníky (zastávkovými sloupky), které vlastní Technická správa komunikací hl. m. Prahy (převážně modré sloupky v městském provedení) nebo Dopravní podnik hlavního města Prahy (zastávky společné s linkami PID, červenožluté sloupky nebo jiné označníky). Meziměstská autobusová nádraží Florenc a Nádraží Holešovice patří firmě Pražská dopravní a. s., autobusová stanoviště meziměstské dopravy Dejvická, Hradčanská, Zličín, Na Knížecí, Smíchovské nádraží, Nové Butovice, Roztyly, Želivského a Černý Most spravuje Technická správa komunikací hl. m. Prahy, označníky meziměstských zastávek u Letiště Ruzyně vlastní Letiště Ruzyně (dříve Česká správa letišť).
Výchozí autobusové stanoviště je u meziměstských linek vycházejících z Prahy zakódováno i v licenčním čísle linky. Licence vydané pražským magistrátem začínají číslicí 1, druhá a třetí číslice označují cílový okres, třetí a čtvrtá číslice výchozí místo v Praze (např. 10–19 pro Florenc, 22 Černý Most, 30 Hradčanská, 42 Letiště Ruzyně, 44–47 Na Knížecí, 53 Zličín, 57 Roztyly, 60–62 pro Želivského, 64 Opatov, 71 Nádraží Holešovice), poslední číslice pak slouží k dalšímu rozlišení linek. Čísla linek začínající trojčíslím 10 jsou vyhrazena pro městské a příměstské linky Pražské integrované dopravy, trojčíslím 101 nebo 102 začínají licenční čísla linek náhradní dopravy, čtyřčíslím 1030 začínají městské linky zvláštní linkové dopravy a čtyřčíslím 1031 veřejné městské linky nezařazené do PID.

## Dopravci
Významnými dopravci v příměstské a meziměstské dopravě sídlícími v Praze jsou: 
- Dopravní podnik hl. m. Prahy a. s. (pouze na linkách PID)
- ČSAD Střední Čechy s. r. o. - provozovna Klíčov (býv. objekt ČSAD Klíčov, poté JUDr. Jan Hoffmann)
- Veolia Transport Praha s. r. o. (bývalý Connex Praha) - garáže Vršovice (u nádraží, býv. objekt ČSAD Praha Vršovice a. s.)
- Probo Trans Beroun - provozovna Smíchov (býv. objekt ČSAD Praha-západ s. p.)

V rámci Pražské integrované dopravy a Středočeské integrované dopravy i mimo tento rámec zajíždí do Prahy i množství dalších malých nebo mimopražských dopravců, z nich mezi významné patří například: 
- ČSAD BUS Kladno a. s. a ČSAD MHD Kladno a. s. na linkách PID, SID i neintegrovaných.
- Martin Uher spol. s r. o. na linkách PID zejména směrem na jihozápad, ze Smíchova k Mníšku pod Brdy
- Spojbus s. r. o. na linkách PID směrem k jihozápadu, ze Zličína k Rudné
- BOSÁK BUS spol. s r. o. na linkách PID směrem na jih, ze Smíchova na Štěchovice
- ČSAD Polkost, spol. s r. o. na linkách PID směrem na jihovýchod, od stanice Depo Hostivař na Říčany a Kostelec nad Černými lesy
- OAD Kolín, s. r. o. na linkách PID směrem na východ, na Kolínsko
- Student Agency na vnitrostátních i mezinárodních dálkových linkách
- ČSAD Benešov a. s. na linkách na jihovýchod, na Benešovsko
- ČSAD Slaný a. s. směrem na Slánsko
- Transdev Střední Čechy s. r. o. směrem na Rakovnicko